# Solana del Roc Redó
La Solana del Roc Redó és una solana del terme municipal de Conca de Dalt, a l'antic terme d'Hortoneda de la Conca, al Pallars Jussà, en territori que havia estat de l'antiga caseria de bordes de Segan.
Està situada a llevant de les Bordes de Segan, al nord del Serrat de l'Era del Cumó i a migdia del Clot del Tura, en els contraforts occidentals de la Serra de Boumort.